# Regierung Hawke III
Die Regierung Hawke III regierte Australien vom 24. Juli 1987 bis zum 4. April 1990. Die Regierung wurde von der Labor Party gestellt.
Bob Hawke war seit dem 3. November 1980 Premierminister einer Regierung der Labor Party. Die Labor Party baute bei der Parlamentswahl am 11. Juli 1987 ihre Mehrheit im Repräsentantenhaus auf 86 von 148 Sitzen aus. Im Senat verlor Labor zwei Mandate und stellte 32 der 76 Senatoren. Bob Hawke blieb Premierminister einer Laborregierung. Die Parlamentswahl am 24. März 1990 brachte leichte Verluste der Labor Party, die mit 78 von 128 Sitzen im Repräsentantenhaus ihre Mehrheit verteidigte. Im Senat blieb es bei 32 von 76 Senatoren. Die Laborregierung unter Bob Hawke wurde fortgesetzt.

## Ministerliste
| Kabinett                                                                                | Kabinett          | Kabinett                             | Kabinett |
| Amt                                                                                     | Minister          | Amtszeit                             | Bild     |
| --------------------------------------------------------------------------------------- | ----------------- | ------------------------------------ | -------- |
| Premierminister                                                                         | Bob Hawke         | 24. Juli 1987 – 4. April 1990        |          |
| stellvertretender Premierminister                                                       | Lionel Bowen      | 24. Juli 1987 – 4. April 1990        |          |
| Generalstaatsanwalt                                                                     | Lionel Bowen      | 24. Juli 1987 – 4. April 1990        |          |
| Minister für Industrie, Technologie und Gewerbe                                         | John Button       | 24. Juli 1987 – 4. April 1990        |          |
| Minister für Verkehr und Kommunikation                                                  | Gareth Evans      | 24. Juli 1987 – 2. September 1988    |          |
| Minister für Verkehr und Kommunikation                                                  | Ralph Willis      | 2. September 1988 – 4. April 1990    |          |
| Schatzminister                                                                          | Paul Keating      | 24. Juli 1987 – 4. April 1990        |          |
| Minister für Einwanderung und kommunale Regierung                                       | Mick Young        | 24. Juli 1987 – 12. Februar 1988     |          |
| Minister für Einwanderung und kommunale Regierung                                       | Clyde Holding     | 15. Februar 1988 – 2. September 1988 |          |
| Minister für Einwanderung und kommunale Regierung                                       | Robert Ray        | 2. September 1988 – 4. April 1990    |          |
| Vizepräsident des Executive Council                                                     | Mick Young        | 24. Juli 1987 – 12. Februar 1988     |          |
| Vizepräsident des Executive Council                                                     | Kim Beazley       | 15. Februar 1988 – 4. April 1990     |          |
| Finanzminister                                                                          | Peter Walsh       | 24. Juli 1987 – 4. April 1990        |          |
| Minister für Äußeres und Handel                                                         | Bill Hayden       | 24. Juli 1987 – 17. August 1988      |          |
| Minister für Äußeres und Handel                                                         | Gareth Evans      | 2. September 1988 – 4. April 1990    |          |
| Minister für Arbeit und industrielle Beziehungen                                        | Ralph Willis      | 24. Juli 1987 – 2. September 1988    |          |
| Minister für Arbeit und industrielle Beziehungen                                        | Peter Morris      | 2. September 1988 – 4. April 1990    |          |
| Minister für Arbeit, Bildung und Training                                               | John Dawkins      | 24. Juli 1987 – 4. April 1990        |          |
| Verteidigungsminister                                                                   | Kim Beazley       | 24. Juli 1987 – 4. April 1990        |          |
| Minister für die Grundstoffindustrie und Energie                                        | John Kerin        | 24. Juli 1987 – 4. April 1990        |          |
| Sozialminister                                                                          | Brian Howe        | 24. Juli 1987 – 4. April 1990        |          |
| Minister für administrative Dienstleistungen                                            | Stewart West      | 24. Juli 1987 – 4. April 1990        |          |
| Minister für Kultur, Sport, Umwelt, Tourismus und Territorien                           | John Brown        | 24. Juli 1987 – 18. Dezember 1987    |          |
| Minister für Kultur, Sport, Umwelt, Tourismus und Territorien                           | Graham Richardson | 19. Januar 1988 – 4. April 1990      |          |
| Minister für kommunale Dienstleistungen und Gesundheit                                  | Neal Blewett      | 24. Juli 1987 – 4. April 1990        |          |
| Special Minister of State                                                               | Susan Ryan        | 24. Juli 1987 – 19. Januar 1988      |          |
|                                                                                         |                   |                                      |          |
| Juniorminister                                                                          |                   |                                      |          |
| Minister für Verbraucherschutz                                                          | Peter Staples     | 24. Juli 1987 – 15. Februar 1988     |          |
| Minister für Verbraucherschutz                                                          | Nick Bolkus       | 15. Februar 1988 – 4. April 1990     |          |
| Justizminister                                                                          | Michael Tate      | 18. September 1987 – 4. April 1990   |          |
| Minister für Wissenschaft und Kleinunternehmen                                          | Barry Jones       | 24. Juli 1987 – 19. Januar 1988      |          |
| Minister für Wissenschaft, Zölle und Kleinunternehmen                                   | Barry Jones       | 19. Januar 1988 – 4. April 1990      |          |
| Minister für Landverkehr und Infrastruktur                                              | Peter Duncan      | 24. Juli 1987 – 19. Januar 1988      |          |
| Minister für Verkehr und Kommunikation                                                  | Clyde Holding     | 19. Januar 1988 – 15. Februar 1988   |          |
| Minister für Verkehr und Kommunikation                                                  | Peter Morris      | 15. Februar 1988 – 2. September 1988 |          |
| Minister/in für Telekommunikation und Luftfahrt                                         | Gary Punch        | 2. September 1988 – 28. März 1989    |          |
| Minister/in für Telekommunikation und Luftfahrt                                         | Ros Kelly         | 6. April 1989 – 4. April 1990        |          |
| Minister für Landverkehr und Schifffahrt                                                | Bob Brown         | 2. September 1988 – 4. April 1990    |          |
| Ministerin für kommunale Regierung                                                      | Margaret Reynolds | 18. September 1987 – 4. April 1990   |          |
| Minister für Handelsverträge                                                            | Michael Duffy     | 24. Juli 1987 – 4. April 1990        |          |
| Minister für Arbeit und Jugend                                                          | Clyde Holding     | 24. Juli 1987 – 19. Januar 1988      |          |
| Minister für Arbeit und Bildung                                                         | Peter Duncan      | 19. Januar 1988 – 4. April 1990      |          |
| Ministerin für Rüstungsforschung und -personal                                          | Ros Kelly         | 18. September 1987 – 6. April 1989   |          |
| Ministerin für Rüstungsforschung und -personal                                          | David Simmons     | 6. April 1989 – 4. April 1990        |          |
| Minister für Rohstoffe                                                                  | Peter Morris      | 24. Juli 1987 – 19. Januar 1988      |          |
| Minister für Rohstoffe                                                                  | Peter Cook        | 19. Januar 1988 – 4. April 1990      |          |
| Innenminister                                                                           | Robert Ray        | 24. Juli 1987 – 2. September 1988    |          |
| Minister für Umwelt und Kultur                                                          | Graham Richardson | 24. Juli 1987 – 19. Januar 1988      |          |
| Minister für Kultur und Territorien                                                     | Gary Punch        | 19. Januar 1988 – 2. September 1988  |          |
| Minister für Kultur und Territorien                                                     | Clyde Holding     | 2. September 1988 – 22. Mai 1989     |          |
| Minister für Kultur, Tourismus und Territorien                                          | Clyde Holding     | 22. Mai 1989 – 4. April 1990         |          |
| Minister für Veteranen                                                                  | Ben Humphreys     | 24. Juli 1987 – 4. April 1990        |          |
| Minister für Aborigines                                                                 | Gerry Hand        | 24. Juli 1987 – 4. April 1990        |          |
| Minister für Wohnraum und Altenfürsorge                                                 | Peter Morris      | 19. Januar 1988 – 15. Februar 1988   |          |
| Minister für Wohnraum und Altenfürsorge                                                 | Peter Staples     | 15. Februar 1988 – 4. April 1990     |          |
|                                                                                         |                   |                                      |          |
| Assistant Minister und parlamentarische Staatssekretäre                                 |                   |                                      |          |
| Assistant Minister beim Premierminister                                                 | Peter Morris      | 19. Januar 1988 – 2. September 1988  |          |
| Assistant Minister beim Premierminister                                                 | Clyde Holding     | 2. September 1988 – 4. April 1990    |          |
| Assistant Minister für Beziehungen zwischen Commonwealth und Staat beim Premierminister | Lionel Bowen      | 24. Juli 1987 – 24. März 1990        |          |
| Assistant Minister für Wissenschaft und Technologie beim Premierminister                | Barry Jones       | 8. Mai 1989 – 4. April 1990          |          |
| Assistant Minister für die Stellung der Frauen beim Premierminister                     | Susan Ryan        | 24. Juli 1987 – 19. Januar 1988      |          |
| Assistant Minister für die Stellung der Frauen beim Premierminister                     | Margaret Reynolds | 19. Januar 1988 – 4. April 1990      |          |
| Assistant Minister für soziale Gerechtigkeit beim Premierminister                       | Brian Howe        | 2. September 1988 – 4. April 1990    |          |
| Assistant Minister für multikulturelle Angelegenheiten beim Premierminister             | Mick Young        | 24. Juli 1987 – 12. Februar 1988     |          |
| Assistant Minister für multikulturelle Angelegenheiten beim Premierminister             | Clyde Holding     | 15. Februar 1988 – 2. September 1988 |          |
| Assistant Minister für multikulturelle Angelegenheiten beim Premierminister             | Robert Ray        | 2. September 1988 – 4. April 1990    |          |
| Assistant Minister für den Öffentlichen Dienst beim Premierminister                     | Ralph Willis      | 24. Juli 1987 – 2. September 1988    |          |
| Assistant Minister für den Öffentlichen Dienst beim Premierminister                     | Peter Morris      | 2. September 1988 – 4. April 1990    |          |
| Assistant Minister für die Zweihundertjahresfeier beim Premierminister                  | Susan Ryan        | 24. Juli 1987 – 19. Januar 1988      |          |
| Assistant Minister für kommunale Dienstleistungen und Gesundheit beim Premierminister   | Susan Ryan        | 24. Juli 1987 – 19. Januar 1988      |          |
| Assistant Minister im Ministerium für Industrie, Technologie und Gewerbe                | Michael Duffy     | 24. Juli 1987 – 4. April 1990        |          |
| Assistant Minister im Ministerium für Verkehr und Kommunikation                         | Robert Ray        | 2. September 1988 – 4. April 1990    |          |
| Assistant Minister im Schatzministerium                                                 | Clyde Holding     | 24. Juli 1987 – 15. Februar 1988     |          |
| Assistant Minister im Schatzministerium                                                 | Peter Morris      | 15. Februar 1988 – 4. April 1990     |          |
| Assistant Minister für Preise im Schatzministerium                                      | Peter Staples     | 24. Juli 1987 – 15. Februar 1988     |          |
| Assistant Minister für Preise im Schatzministerium                                      | Nick Bolkus       | 15. Februar 1988 – 4. April 1990     |          |
| Parlamentarischer Staatssekretär für Justiz                                             | Michael Tate      | 24. Juli 1987 – 18. September 1987   |          |
| Parlamentarische Staatssekretärin für kommunale Regierung                               | Margaret Reynolds | 24. Juli 1987 – 18. September 1987   |          |
| Parlamentarische Staatssekretärin für Rüstungsforschung und -personal                   | Ros Kelly         | 24. Juli 1987 – 18. September 1987   |          |